# Los Navalmorales
Los Navalmorales è un comune spagnolo di 2 757 abitanti situato nella comunità autonoma di Castiglia-La Mancia.